# 高雄港站北號誌樓
高雄港站北號誌樓為高雄港車站的附屬設施之一，是臺灣僅存最完整的傳統機械電氣聯鎖操作的號誌樓，昔日為控制縱貫線、屏東線及高雄臨港線進出高雄港站的眾多轉轍器及號誌機的繁重任務。臺灣鐵路管理局（略稱臺鐵或臺鐵局，現改制為臺灣鐵路公司）留存的號誌樓共4座，僅因爲北號誌樓地處鐵道沿線末端，電氣化時未同時升級號誌及行車系統，停止運作後的建築本體及其聯鎖裝置保存完整，且可實際操作，完整展現20世紀初期之機械技術，故高雄市政府文化局於2010年7月，將北號誌樓與相關軌道設施擴大列入高雄市歷史建築，保留見證台灣鐵路史發展與邁向現代化的工業遺產。

## 概要
1912年時的第一期築港計畫即將完工前，打狗港的年度進出口貨物量來到了43萬噸，遠遠超過計畫目標時的35萬噸，土木部打狗出張所於是將第二期築港計畫提前於同年4月開工，在1922年完工，主要將「第二岸壁」人工半島往東延長:49，同時從高雄驛東邊的A線中段和北段拉兩條支線「裏岸壁線」:52，此線啟用後，站場構內路線配置更加交錯複雜，調車作業更顯侷促危險意外頻傳，當務之急為將信號控制系統全面升級為「第一種機械聯鎖」，集中控制高雄驛北端連接縱貫線的進出口路線。加緊趕工的「高雄驛信號所」於1923年6月23日啟用順利，趨緩了當時混亂的調車日常:53。
第二期築港計畫完工之後，高雄港的格局於此大致底定，計畫成果對高雄的發展逐漸展現，新高雄都市計畫經多年修正在1936年正式公告:72，解決高雄驛站場經年的客貨不分擁擠問題也規劃其中，將在新市區建立新站，旅客貨運業務分開，成為錨定新都市發展的中心點:75，新站同時也成為臨港線分歧點，建造圍繞市區的環狀系統。1941年6月，新遷的高雄驛啟用，服務旅客運為主，舊地點的高雄驛則改稱為「高雄港驛」，主要負責貨運業務:78。

## 機關
號誌樓源自於英國，是機械聯鎖裝置的控制中心，遮蔽保護機器設備的附屬建築:157-160，由號誌手透過機械聯動電器閘柄，操控現場轉轍器以及號誌機:144-145。臺鐵縱貫線鐵路於1908年通車的終點站是為高雄港站，到2008年廢站為止，高雄港站負起鐵路運輸重任及高雄港成長發展的重要關鍵:11。當時高雄港站的場域有四個車場，配置了扇形車庫﹝機關庫﹞、整備線、上下行到開線、停車及折返線，站場內由西向東分為B線群、A線群和C線群:11。
20世紀初期同年代的複雜路線大型車站，均會在進出站端各設置一至數座的號誌樓，分別控制列車進路方向。當時的高雄港車站為端末式車站，北號誌樓才有完整的出發及進站號誌機，負責往基隆的縱貫線和往枋寮的屏東線:152，南號誌樓的功能只有負責控制進出濱線、外線、外中線的編碼A至E共5座的臂木式調車號誌機，系統為「第二種連鎖」，南號誌樓的所有調車號誌閘柄，和北號誌樓的進站1號及5號閘柄連鎖:153。站場構內的列車要變換軌道，全仰賴號誌樓的值班行車副站長背記構內路線群，指揮號誌員及調車班組人員於樓內或道岔現場手動操作扳轉:12。
現存保留的北號誌樓為1946年重建的兩層樓建築，標準的工業革命時代機能主義式建築，樓梯建在戶外，二樓為主要出入口，上層木造及下層水泥共構建築，建築地點為所有線路的匯集及分流處:160。機械閘柄及電氣閘柄設置位於二樓，機器區鋪設木頭地板，便於安裝沿伸至一樓的聯鎖裝置，操作這套系統的人員經由高聲電話、無線電以及臨軌側的大面窗戶，控制並監視站內的車輛進出調度運作。一樓的天花板即為二樓的木地板，二樓的各支閘柄、關節、曲軸及聯鎖盤，穿過地板連接垂直導管，伸出北號誌樓，接續線路上的各個轉轍器及號誌機:163。由於一樓為機械管線集中處，僅有工務段人員會進來保養，基本上是個密閉空間:165。1946年底北號誌樓拆除重建，於1923年第一代紅磚基座往上疊加新的結構:169。後期在南側增建了員工備勤室，並在外部樓梯下方闢建浴室與廁所:165。
1950年美援時期，台鐵使用這筆款項，向日本訂購第一批電氣號誌設備，於1953年啟用，接著在1955年引進自動閉塞號誌ABS，到了1960年台鐵開始採用中央行車控制系統CTC，1970年陸續改裝第一種繼電聯鎖裝置。因為這些變化，機械聯鎖裝置和號誌樓逐漸失去功能，於是縱貫線上的號誌樓陸續遭到拆除:172-173。而高雄港站的南北號誌樓，因為地處線路末端，主要為貨場功能，不電氣化升級也不會影響其他車站運作，且1990年代起大環境改變，台鐵貨物列車漸次減少，高雄港站即使僅靠著傳統機械聯鎖裝置也可以勉強維持，意外地被保留並持續運作直到2008年11月18日為止，服務時間85年，是台鐵運作到最後的號誌樓:174。
南號誌樓早先則因配合高雄捷運橘線及西子灣站施工，於2002年12月跟著扇形車庫﹝機關庫﹞的轉盤和濱線、外線及外中線的軌道群，一併被拆除:174。

## 保存與修復
2008年，高雄市政府推動的臨港線鐵路轉型開發案，一方面利用原台鐵路廊興建捷運與輕軌，同時計畫興建臨海新路，新路案將直接切開高雄港站的核心區域並興建商場，關心歷史及鐵道遺產文史人士組成「打狗驛古蹟指定聯盟」，開始極力爭取保存北號誌樓、月台及臨港線主鐵道群，最大化的可動態保存為目標。保存運動進行期間，原高雄港站站房轉型的「舊打狗驛故事館」，於2010年10月開幕。2011年至2015年期間，雖然都市發展局辦理園區規劃公開徵圖，也選出雙首獎，不過市政府依舊將興建商場的開發案續開標。2015年「哈瑪星願景聯盟」發起「822白風箏行動」之後，文化局召開文化景觀會議，決議保留此場域:175-181，號誌樓的修復規劃，則以「里加憲章」作為鐵道遺產動態保存及再利用準則。
輕軌建設
高雄市政府透過都市計畫，向臺鐵局購得第一及第二臨港線路廊，使用其原本鐵軌路線，興築輕軌建設:103-124，2013年6月4日，第一階段的高雄輕軌建設開始動工，為亞洲第一個全線無架空電車線的輕軌系統。在希望盡可能與歷史文化資產結合，於最小限度破壞百年扇形軌道的脈絡下進行建設，第一階段工程規劃拆除了第3、4、5、6股道，不過工程車進出時仍造成多處舊鐵軌路軌陷落，以及多處轉轍器連桿毀損。第二階段工程再拆除了12組轉轍器:187-192 。
2023年年底，高雄輕軌環狀線成圓，於2024年1月1日開始試營運。
浴火重生
2020年5月13日傍晚，即將修復完成的北號誌樓發生火災。經過檢視，只有二樓木造部分燒燬，一樓的結構無受損，主要機關去除表面燒焦油漆後，均都能扳動無嚴重損害，僅軌道照明盤和機械閘柄後方的電鎖盒毀損較嚴重。需更換的零件部件，供應商以及臺鐵局倉庫均能再製及提供:p202-203 。復原工程於2022年7月30日整備完成並重新開放，加入台灣文博會展區之一。
目前由舊打狗驛故事館營運團隊協助維護保養，修復可動的轉轍器計有15A/B號、16B號、26號、29A/B號等六組。

## 照片

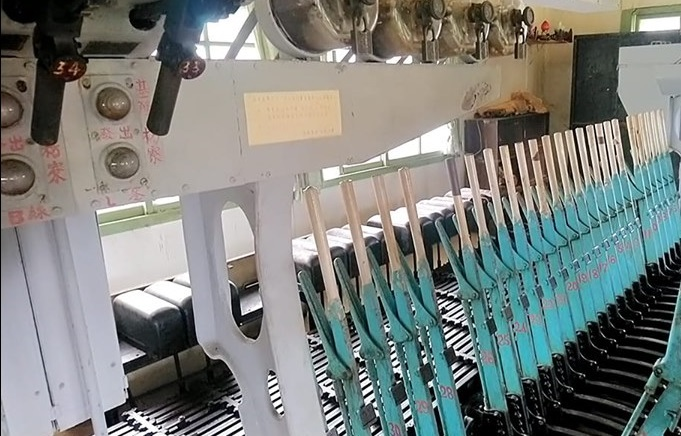
機械式轉轍器閘柄
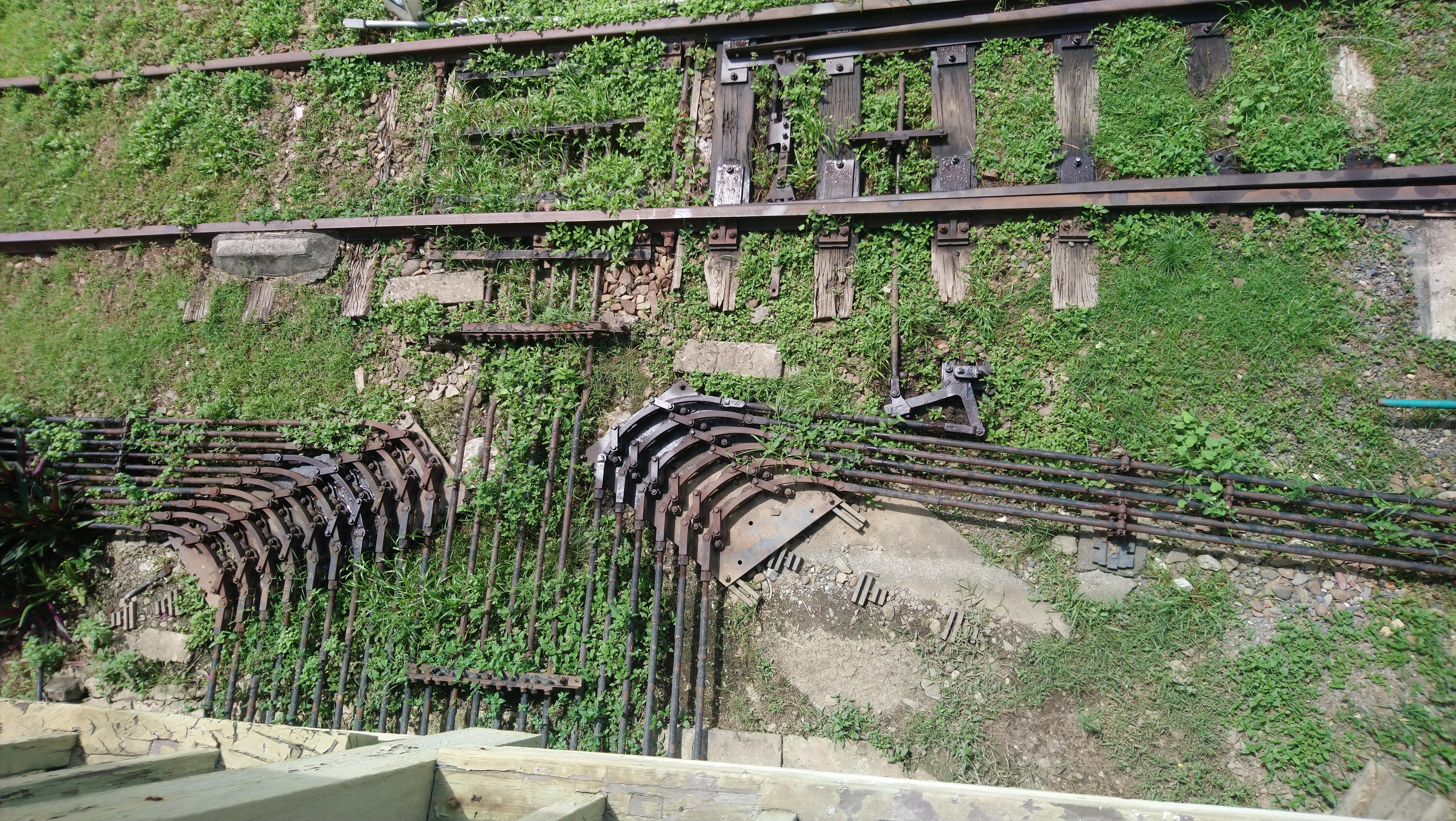
閘柄與轉轍器連接的鐵管
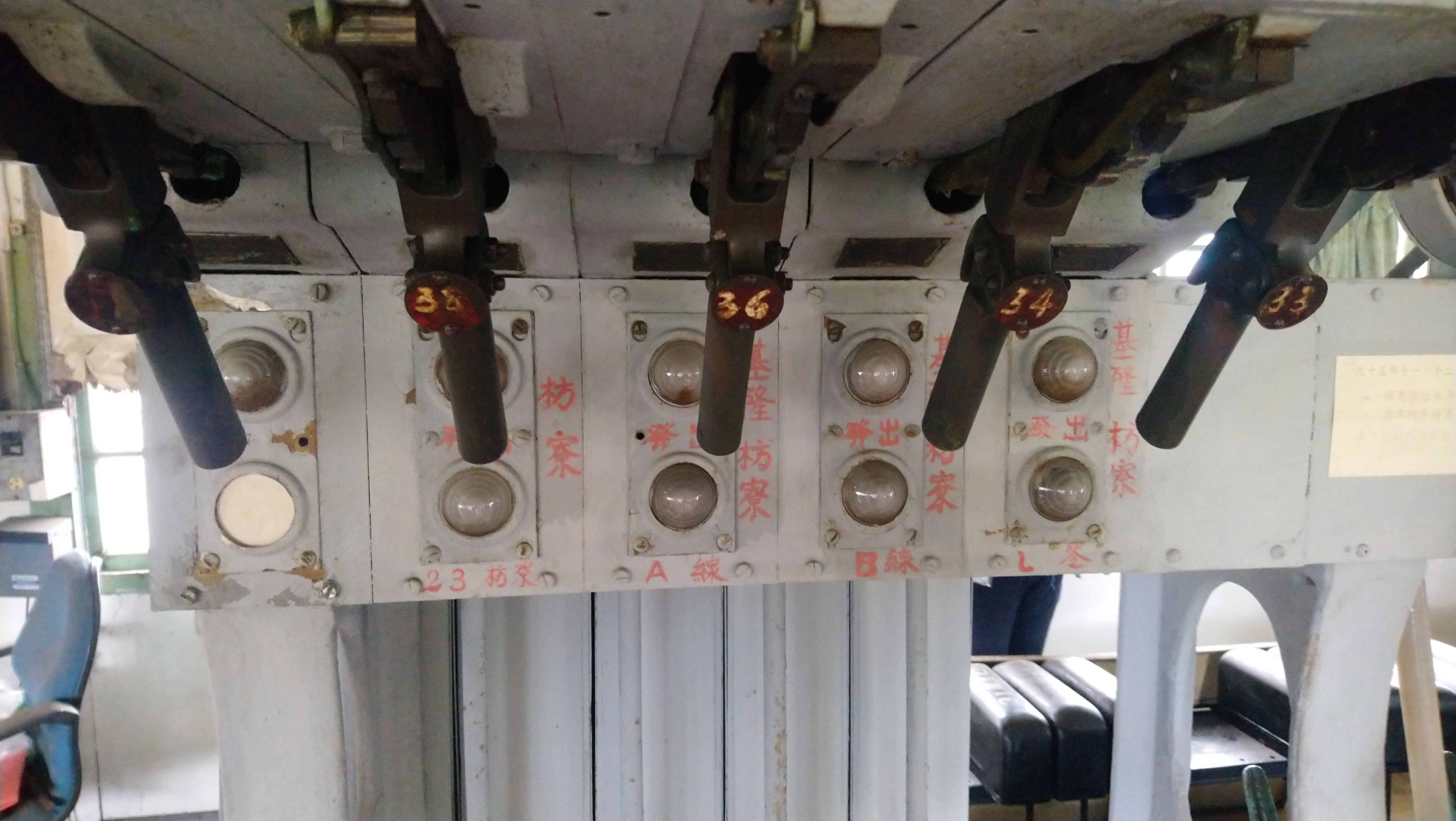
機械式電氣號誌閘柄
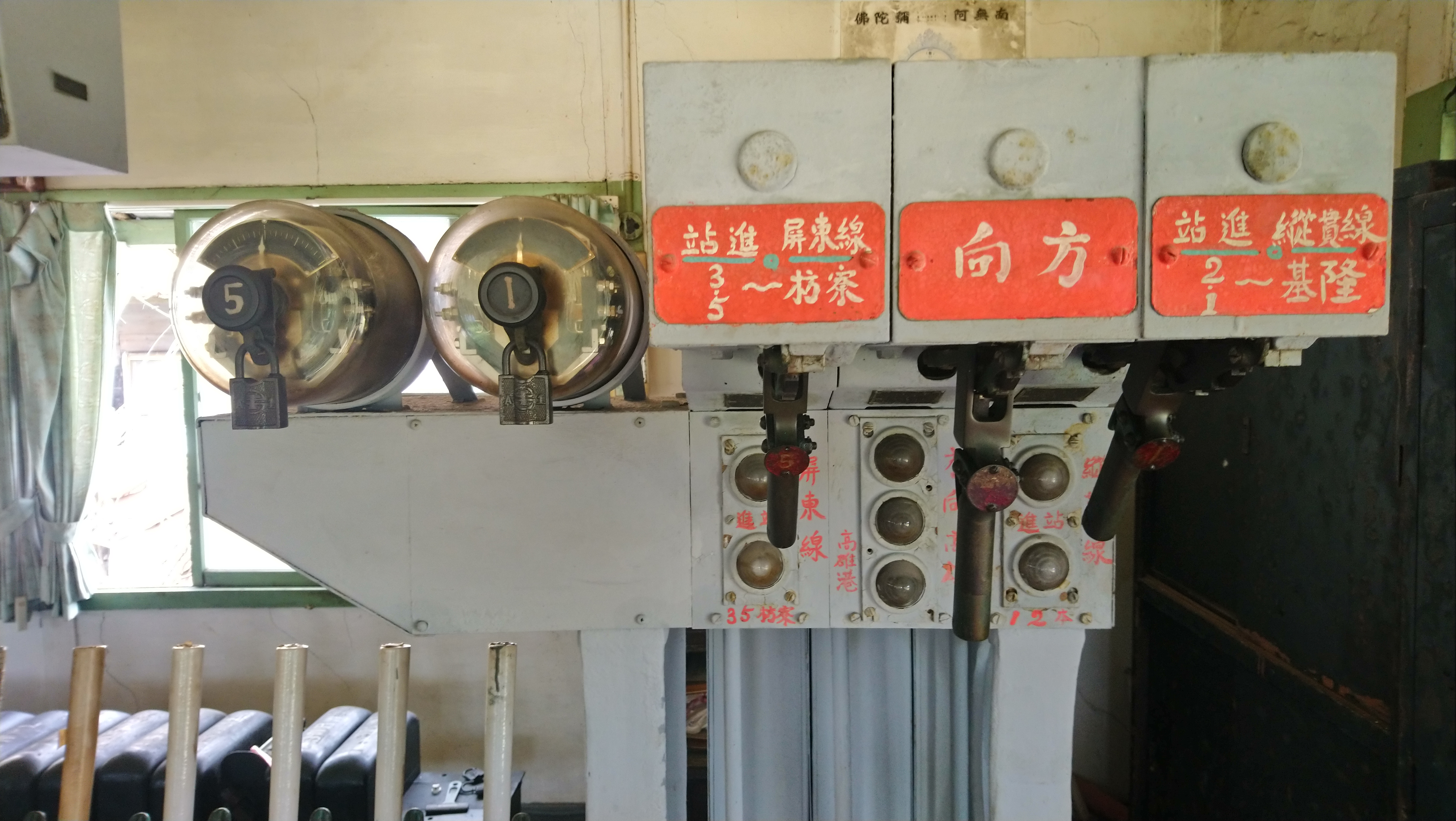
機械式電氣號誌閘柄、閉塞方向閘柄
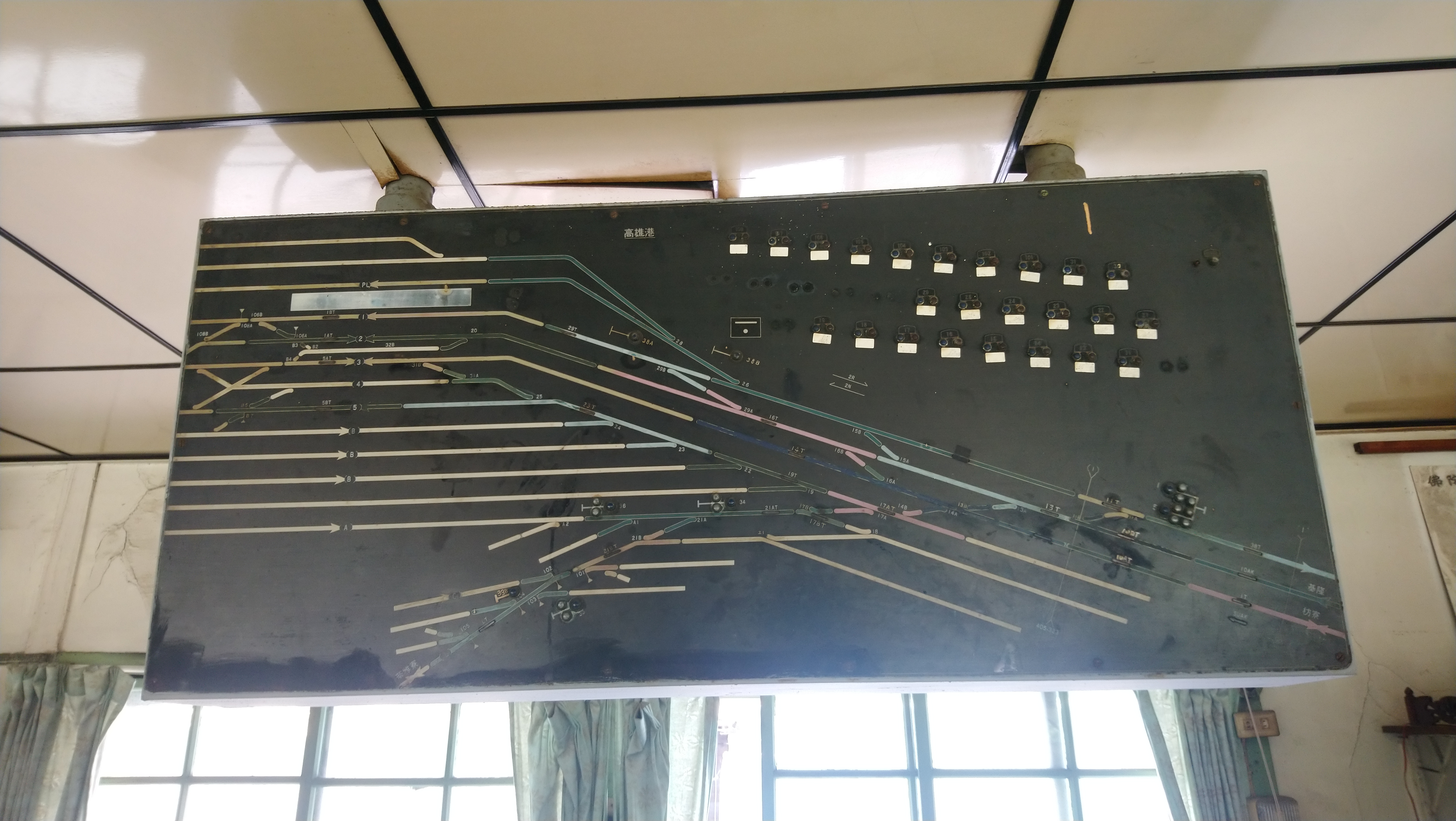
高雄港站北側軌道照明盤
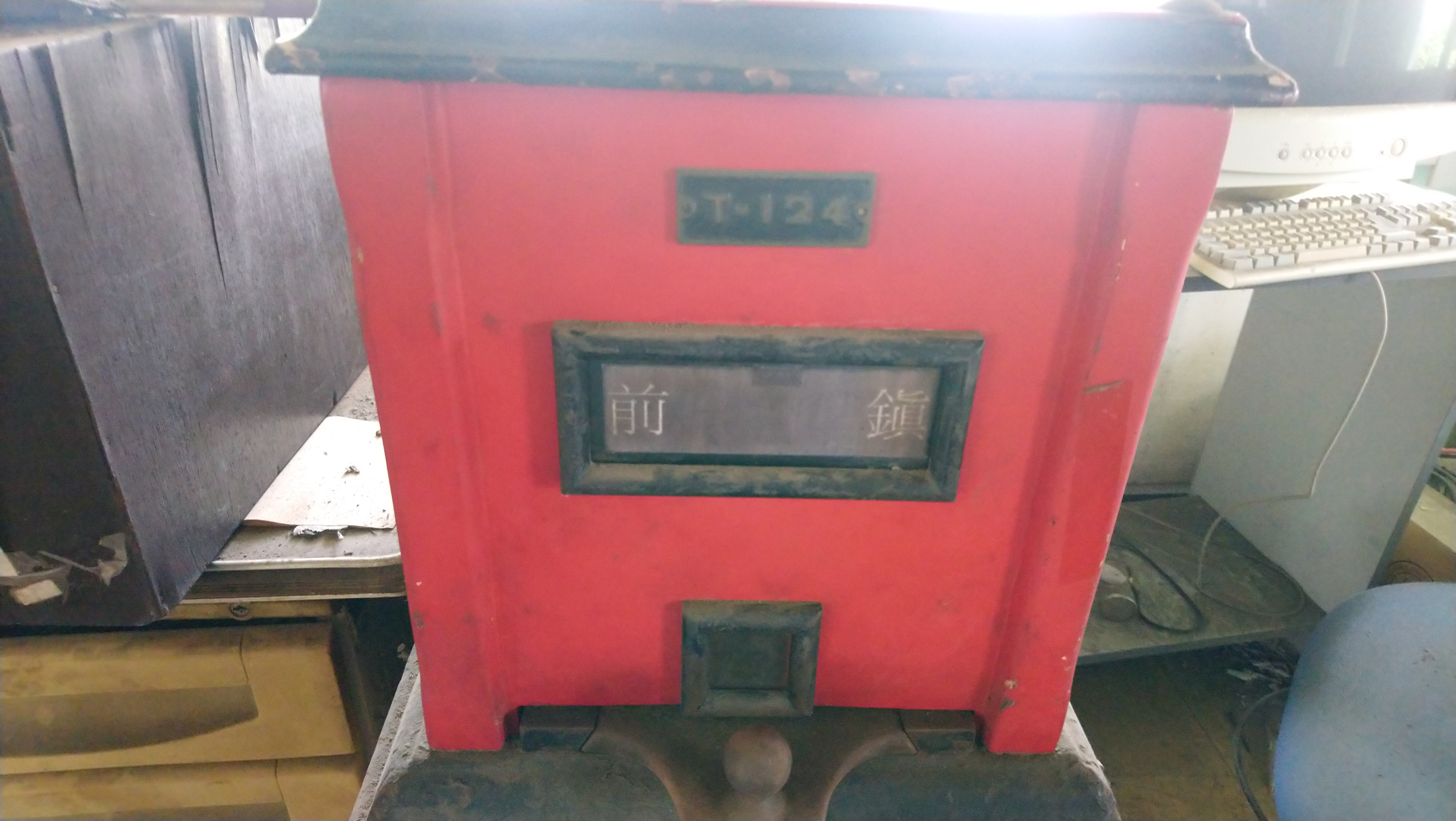
電氣路牌閉塞機（閉塞區間為高雄港－前鎮車場）

## 外部來源
- 再見！火車快飛 當高雄臨港線緩緩開出最後一班列車....信傳媒 2018-09-28
- 曾啟鵬; 林根勝; 楊惇惠; 周祖德.  (PDF). 中國工程師學會.   [2024-01-05]. （原始内容存档 (PDF)于2024-01-05）.